# Italien i olympiska vinterspelen 1980
Italien deltog i olympiska vinterspelen 1980.

## Medaljer

### Silver
- Rodel
  - Singel herrar: Paul Hildgartner
  - Dubbel: Peter Gschnitzer Karl Brunner

## Trupp
- Alpin skidåkning
  - Mauro Bernardi
  - Wanda Bieler
  - Paolo De Chiesa
  - Wilma Gatta
  - Giuliano Giardini
  - Claudia Giordani
  - Alex Giorgi
  - Cristina Gravina
  - Piero Gros
  - Bruno Noeckler
  - Herbert Plank
  - Mariarosa Quario
  - Gustavo Thoeni
  - Daniela Zini
- Bob
  - Angelo Carrara
  - Adriano Darioli
  - Celestino Midali
  - Arduino Tiraboschi
  - Luigi Weiss
  - Andrea Jory
  - Edmund Lanziner
  - Giovanni Modena
  - Giuseppe Soravia
  - Georg Werth
- Längdskidåkning
  - Giulio Capitanio
  - Benedetto Carrara
  - Maurilio De Zolt
  - Gianfranco Polvara
  - Roberto Primus
  - Giampaolo Rupil
  - Giorgio Vanzetta
- Konståkning
  - Franca Bianconi
  - Susanna Driano
- Rodel
  - Karl Brunner
  - Peter Gschnitzer
  - Paul Hildgartner
  - Monika Auer
  - Angelika Aukenthaler
  - Ernst Haspinger
  - Hansjörg Raffl
  - Maria Luise Rainer
  - Alfred Silginer
- Rodel
  - Lido Tomasi
- Hastighetsåkning på skridskor
  - Maurizio Marchetto
  - Giovanni Paganin
  - Marzia Peretti